# Junkers Ju 90
Junkers Ju 90 là một loại máy bay chở khách 40 chỗ, được phát triển chế tạo tại Đức. Nó được hãng Deutsche Luft Hansa sử dụng một thời gian ngắn trước Chiến tranh thế giới II. Ju 90 dựa trên loại máy bay ném bom Ju 89. Trong chiến tranh, Luftwaffe sử dụng chúng làm máy bay vận tải.

## Quốc gia sử dụng
Đức quốc xã
- Luftwaffe
- Deutsche Luft Hansa

## Tính năng kỹ chiến thuật (Ju 90A1 hay Ju 90 Z2)
Dữ liệu lấy từ 
Đặc điểm tổng quát
- Kíp lái: 4
- Sức chứa: 38-40 hành khách
- Chiều dài: 26,30 m (86 ft 3,5 in)
- Sải cánh: 35,02 m (114 ft 10 in)
- Chiều cao: 7,5 m (24 ft 7 in)
- Diện tích cánh: 184 m² (1.980 ft²)
- Trọng lượng rỗng: 19.225 kg (42.391 lb)
- Trọng lượng có tải: 33.680 kg (74.264 lb)
- Động cơ: 4 × BMW 132 H-1, 610 kW (820 hp)  mỗi chiếc

 Hiệu suất bay 
- Vận tốc cực đại: 350 km/h (217 mph)
- Vận tốc hành trình: 320 km/h (200 mph)
- Tầm bay: 1.247 km (774 mi)
- Trần bay: 5.750 m (18.860 ft)